# Rocca San Giovanni
Rocca San Giovanni es una localidad de 2.352 habitantes en la provincia de Chieti.
Su territorio se extiende en 21,47 km². Está situado sobre una colina rocosa frente a la Costa dei trabocchi.

## Evolución demográfica
| Gráfica de evolución demográfica de Rocca San Giovanni entre 1861 y 2001 |
|                                                                          |
| Fuente ISTAT - elaboración gráfica de Wikipedia                          |